# Pignus
Pignus là một chi nhện trong họ Salticidae.